# Stjärnbild
En stjärnbild definieras som ett område på stjärnhimlen med fastställda gränser, och hela himlen är indelad i sådana områden. Astronomiska namnsystem för stjärnor och andra objekt utgår oftast från stjärnbilderna. De moderna 88 stjärnbilderna har sitt ursprung i traditionella stjärnbilder från antiken, eller tillägg från nyare tid gällande främst södra stjärnhimlen.

## Moderna stjärnbilder

Karta över stjärnbilderna enligt IAU. På axlarna deklination och rektascension. Streckad linje anger ekliptikan. Färg anger ”familjer”, traditionella grupper av stjärnbilder. Textens färg anger år då stjärnbilden beskrevs.

Användningen av stjärnbilder för att lokalisera olika astronomiska fenomen är mycket gammal, men de traditionella stjärnbilderna var inte klart definierade och saknade gränser. Med astronomins utveckling uppkom ett behov av exakt definierade områden på himmelssfären. År 1922 fastställde därför International Astronomical Union (IAU) en officiell lista på 88 stjärnbilder, dock utan väldefinierade gränser. År 1930 utarbetade den belgiske astronomen Eugène Delporte en indelning av himmelssfären i områden, som någorlunda motsvarar de traditionella stjärnbilderna och som sedan fastställts av IAU.
Gränserna drogs längs storcirklar och lillcirklar med konstant rektascension (meridianer) respektive deklination (parallellcirklar). Delporte använde dock data från epoken B1875.0, och på grund av precessionen har gränserna idag inte exakt denna riktning. Man behåller dock gränserna fixerade i förhållande till stjärnorna, så att en stjärna alltid kommer att höra till samma stjärnbild.
Varje punkt på himmelssfären kan med detta system entydigt hänföras till en stjärnbild.
Av de moderna stjärnbilderna ligger 36 helt eller huvudsakligen på norra stjärnhimlen (norr om himmelsekvatorn) och 52 helt eller huvudsakligen på södra stjärnhimlen. Stjärnbilder nära himmelspolerna, som aldrig går ner under horisonten, kallas cirkumpolära. Gränsen för detta beror på observatörens position – ju högre latitud man befinner sig på, desto större del av stjärnhimlen är cirkumpolär. Stjärnbilder närmare himmelsekvatorn kallas ibland ekvatoriella.
Ekliptikan, d.v.s. den bana som solen skenbart vandrar över stjärnhimlen under året, går traditionellt genom 12 stjärnbilder, som kallas zodiaken eller djurkretsen. Historiskt har detta haft stor betydelse inom astrologin. Det stämmer inte helt med nutida indelning.
Asterism är beteckningen på grupper av stjärnor, som inte är stjärnbilder. Välkända exempel är Karlavagnen och Sommartriangeln.
Stjärnbilderna används i många astronomiska namnsystem för stjärnor och andra objekt. Därvid används det latinska namnet i genitiv eller en standardiserad trebokstavsförkortning. I modern astronomi används fortfarande ofta beteckningar som α Tauri, β Orionis, γ Canis majoris (förkortat α Tau, β Ori, γ CMa) på stjärnor, ett system som går tillbaka till Bayer (se nedan). Variabla stjärnor har namn med bokstäverna R, S, T ... före stjärnbildsnamnet, t.ex. RR Lyrae-variabler. Meteorskurar anges med namnet på den stjärnbild där de har sin radiant, t.ex. Perseiderna, Geminiderna. För vetenskapligt bruk används dock mest andra namnsystem, oftast angivelse av koordinaterna, (t.ex. PSR B0531+21) eller referens till stora kataloger eller databaser, som NGC-nummer för galaxer och stjärnhopar och BD-, HD- eller Hipparcosnummer för stjärnor.
Stjärnorna i en stjärnbild eller asterism har vanligen inget fysiskt samband och befinner sig ofta på mycket olika avstånd från oss. Det mönster de bildar är en tillfällighet, och det skulle se helt annorlunda ut från en annan utsiktspunkt i universum. Dessutom ändras mönstren med tiden på grund av stjärnornas egenrörelse. I ett fåtal fall finns fysiskt samband; flera av stjärnorna i Karlavagnen är t.ex. nära varandra, rör sig tillsammans och har troligen bildats tillsammans.
Samtliga stjärnbilder har egna artiklar i Wikipedia, inklusive karta. Länkar finns i tabellen nedan.

## Stjärnbildernas namn
Många av de nordliga och ekvatoriella stjärnbildernas namn syftar på mytologiska figurer, t.ex. Andromeda, Perseus, Cepheus, Cassiopeia, Orion. Dessa namn har funnits sedan antiken, liksom namn som Kusken, Vattumannen, Skytten, Björnvaktaren m.fl. Samma gäller även de större stjärnbilderna med djurnamn, som Stora Björnen, Stora Hunden, Lejonet, Väduren m.fl. De sydliga stjärnbilderna namngavs under nyare tid (1600–1700-talen) och fick namn som syftar antingen på vetenskapliga instrument som Teleskopet, Mikroskopet, Pendeluret, Sextanten, Luftpumpen eller på djur i den sydliga naturen, som Tukanen, Paradisfågeln, Påfågeln, Flygfisken, Svärdfisken och Kameleonten.

## Historik

### Västerlandet, antiken

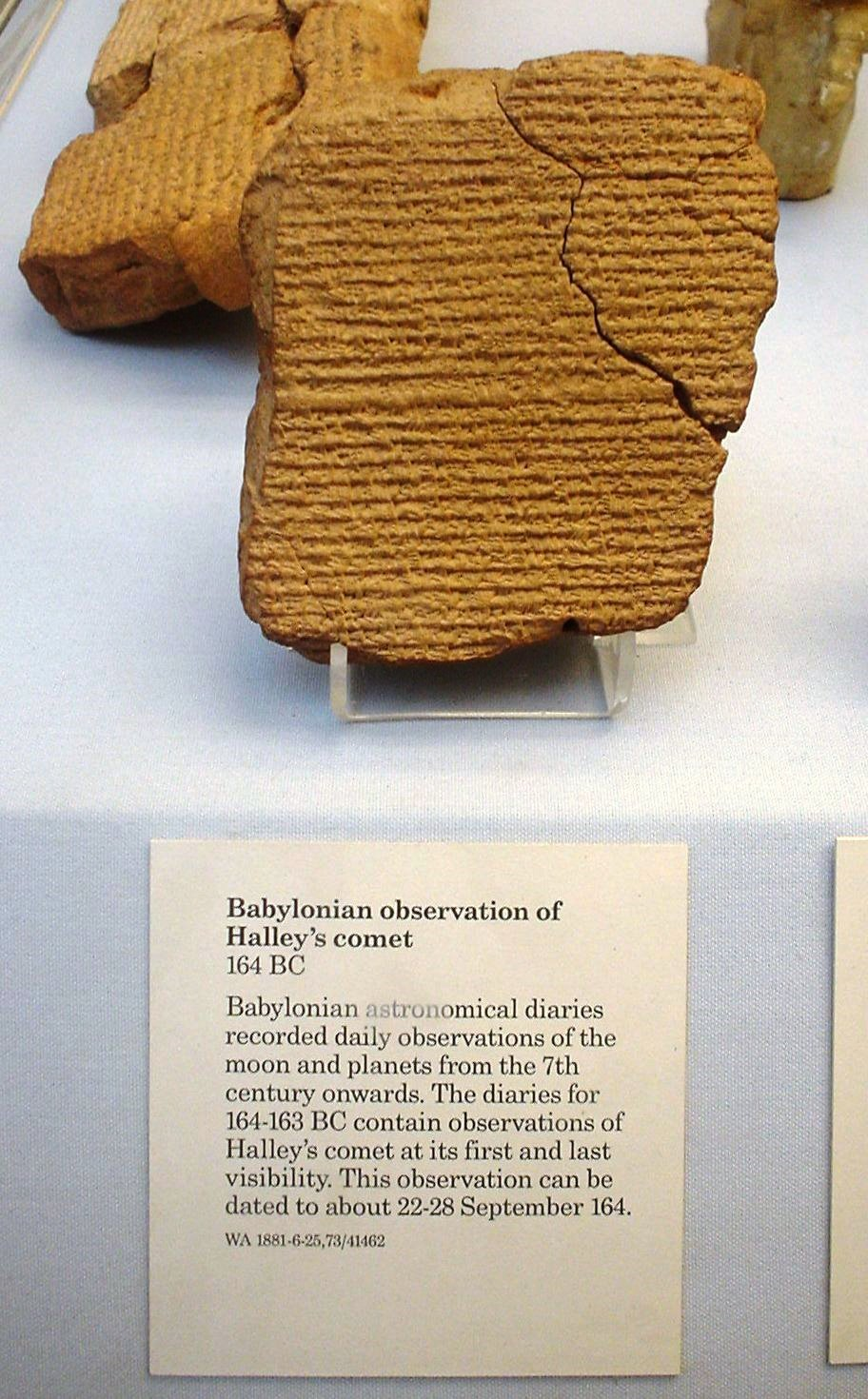
Babylonisk lertavla som nämner Halleys komet år 164 f.Kr.

Det äldsta beläggen för stjärnbilder finns på inskrifter på lertavlor från Mesopotamien (nuv. Irak) från ca 3000 f. Kr. Många mesopotamiska stjärnbilder tycks ha tillkommit under perioden 1300–1000 f.Kr., och dessa återkommer i de klassiska grekiska stjärnbilderna. Det finns babyloniska stjärnkataloger från ca 1000 f.Kr. Många av namnen i dessa är sumeriska och tyder på att de går tillbaka på okända sumeriska traditioner från tidig bronsålder. Zodiaken kommer från babylonisk astronomi från 500-talet f.Kr. Denna babyloniska astronomi var även känd för Gamla Testamentets författare.
Grekerna övertog det babyloniska systemet på 300-talet f.Kr., under hellenismen, då det introducerades av Eudoxos från Cnidos. Föga är känt om tidigare grekisk astronomi. Eudoxos’ skrifter är förlorade, men de återges delvis av Aratus på 200-talet f Kr. Andra skrifter från denna tid behandlar stjärnbildernas mytologiska ursprung. 
Astronomin utvecklades starkt i Grekland och den övriga hellenistiska världen. Därvid bidrog även en inhemsk egyptisk tradition att koppla mänskliga figurer till planeter, stjärnor och stjärnbilder. Denna smälte samman med de grekiska och babyloniska systemen, och ledde till uppkomsten av många nu välkända stjärnbilder, t. ex. i zodiaken.
Den viktigaste sammanställningen av det grekiska astronomiska vetandet är Almagest av Klaudios Ptolemaios, författad kring 140 e.Kr. Ptolemaios, som var verksam i Alexandria, beskriver 48 stjärnbilder och har en katalog med ca 1000 stjärnor. Tjugo av hans stjärnbilder är identiska med de babyloniska, och tio andra innehåller samma stjärnor men har andra namn. Almagest användes av astronomerna ända fram till 1600-talet.

### Västerlandet, nyare tid

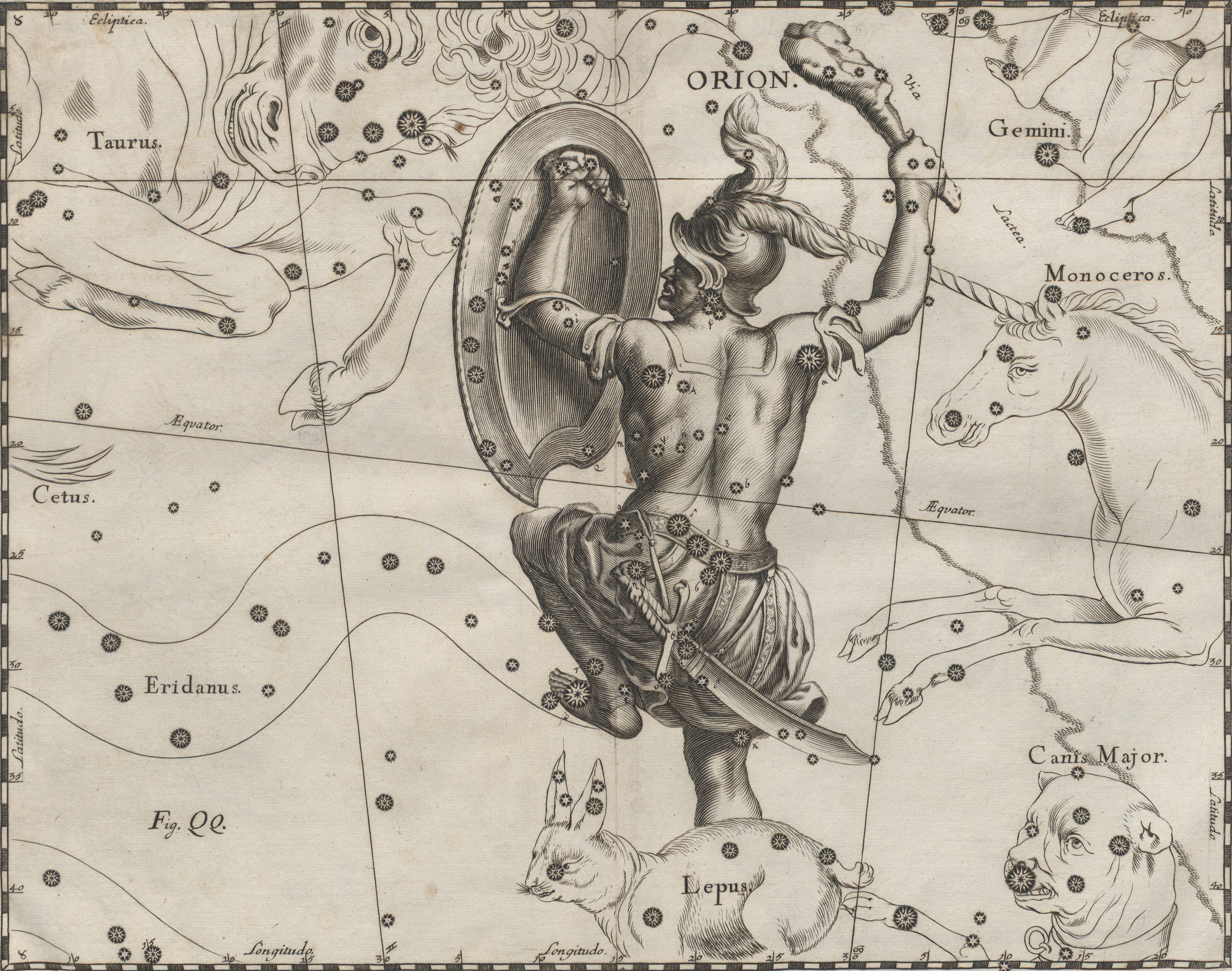
Stjärnbilden Orion i Hevelii stjärnkatalog.

Efter renässansen tog astronomin ny fart, och dessutom började man få kunskap om den södra stjärnhimlen. Man utarbetade nya stjärnkataloger, som Uranometria från 1603 av den tyske astronomen och advokaten Johann Bayer. Den upptog ca 2000 stjärnor, varav ca 1000 kom från Tycho Brahes observationer, och en del från sydliga observationer av holländska sjöfarare. Bayer namngav 12 nya stjärnbilder på södra stjärnhimlen. Bayer införde också systemet att beteckna stjärnorna i varje stjärnbild med grekiska bokstäver, α, β, γ, δ o.s.v., där α är den starkaste stjärnan. Detta system används fortfarande. Enligt uppgift har 1564 av de ca 6 000–10 000 stjärnor, som är synliga för blotta ögat, sådana beteckningar.
En annan viktig stjärnkatalog och stjärnatlas utarbetades av astronomen och ämbetsmannen Johannes Hevelius i Danzig. Den innehöll även egna observationer och publicerades 1687. Hevelius utgav även en månatlas.
En annan nomenklatur för stjärnorna i en stjärnbild användes av John Flamsteed, Astronomer Royal i England , i hans stjärnkatalog från 1725. Han numrerade stjärnorna efter stigande rektascension. Sålunda kan Vega kallas α Lyr eller 3 Lyr eller HIP91262.
Mycket information om södra stjärnhimlen insamlades av den franske astronomen och matematikern Nicolas-Louis de Lacaille, som arbetade 1750–1754 på Godahoppsudden. Han bestämde positioner för 9766 sydliga stjärnor och namngav 14 nya stjärnbilder.
Vissa förändringar har gjorts i de ursprungliga stjärnbilderna. Skeppet Argo (Argo Navis), som var en mycket stor stjärnbild, har delats upp i Seglet (Vela), Akterskeppet (Puppis) och Kölen (Carina). Stjärnbilden Murkvadranten (Quadrans), som har gett namn åt meteorskuren Kvadrantiderna, har delats upp mellan Björnvaktaren (Bootes) och Draken (Draco).

### Kina

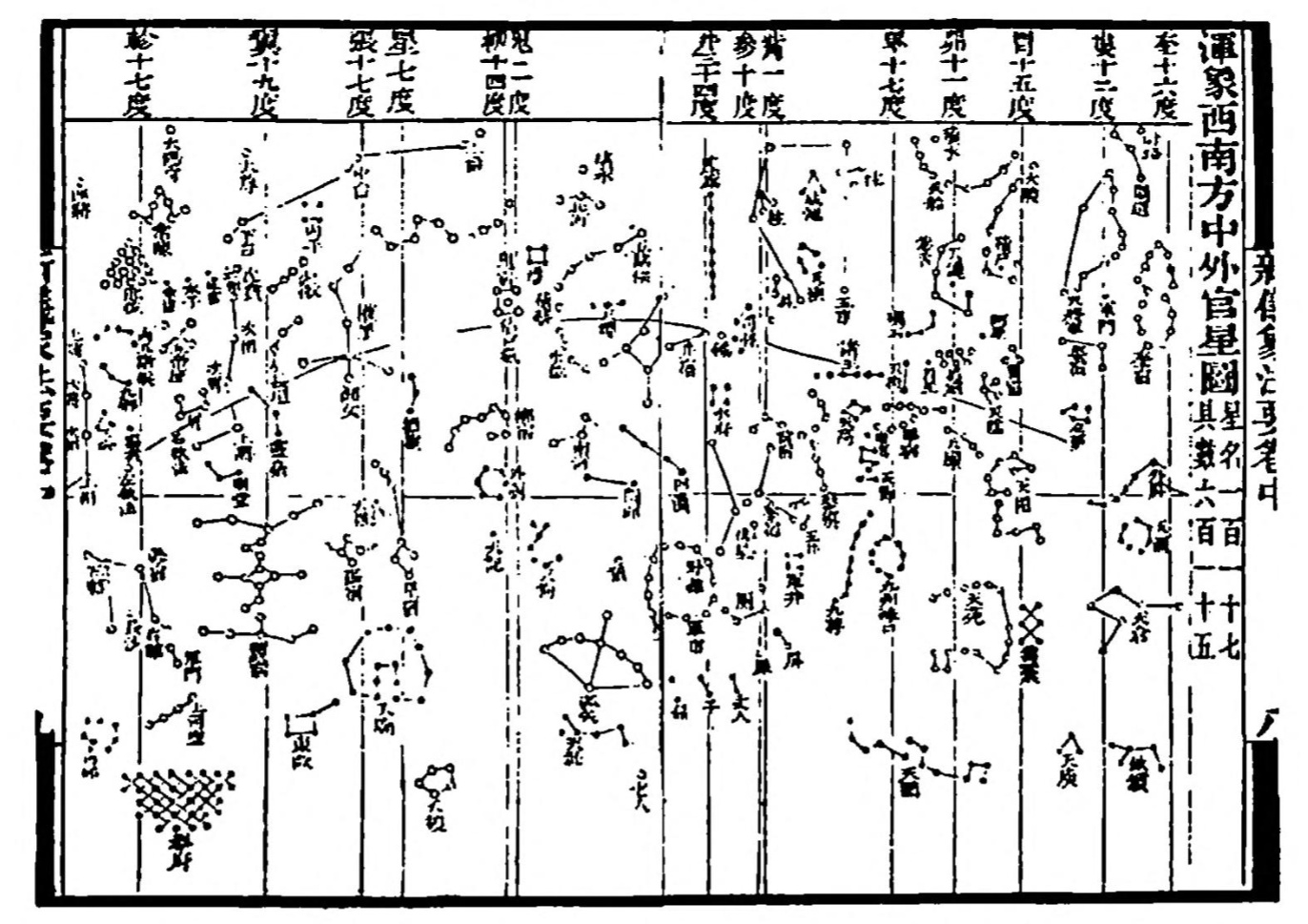
Su Songs kinesiska stjärnkarta från 1092.

Namn på stjärnor, inristade på orakelben, är kända från Shangdynastin (Anyang) och kinesiska stjärnbilder är dokumenterade från 400-talet f.Kr. Det finns paralleller till babyloniska/sumeriska namn, som kan tyda på kontakter.
Senare, under Handynastin, förekom tre konkurrerande astronomiska skolor, vilka slogs samman till en av Chen Zhuo på 200-talet e.Kr. Detta blev grunden för den inhemska kinesiska astronomin, som utvecklades under Songdynastin. Från denna tid finns t.ex. en noggrann stjärnkarta, ristad på en stenplatta, som inkluderar supernovan 1054 i Oxen. Under Yuandynastin mottogs impulser från den islamiska världen. Från och med Mingdynastin ökade det europeiska inflytandet. Stjärnkartorna blev mer detaljerade, men behöll först de traditionella kinesiska stjärnbilderna. Senare utökades dessa med stjärnbilder från södra stjärnhimlen, och det kinesiska systemet integrerades i den vetenskapliga astronomin.

### Indien
Den indiska astronomin kan spåras tillbaka ända till Induskulturen. Senare utvecklades astronomi som en del av studiet av Veda, alltså i religiöst syfte, kring 1500 f.Kr. Den äldsta kända texten, kallad Vedanga Jyotisha, är daterad 1400–1200 f.Kr. 
Från 300-talet f.Kr. influerades den indiska astronomin av den grekiska, och det finns t.ex. översättningar av grekiska texter till sanskrit från 100-talet f.Kr. På 400–500-talen e.Kr. blomstrade den indiska astronomin (med namn som Aryabhata och Brahmagupta) och influerade den europeiska, islamiska och kinesiska astronomin. En inhemsk indisk astronomisk tradition levde kvar fram till 1500- eller 1600-talet, särskilt i Kerala.

### Den islamiska världen
Särskilt under tiden från 700-talet till 1400-talet utvecklades astronomin mycket i hela den islamiska världen. Man tog upp material från antik grekisk, sassanidisk persisk och indisk astronomi och fogade samman detta. Skrifterna är skrivna på arabiska, men översättningar till latin finns från 1100-talet. Den arabiska astronomin påverkade bysantinsk och annan europeisk samt kinesisk astronomi, och detta inflytande är idag starkt märkbart i arabiska namn på en mycket stor del av de ca 200 stjärnor som har egna namn. Omkring 10 000 astronomiska manuskript finns bevarade från denna tid, till stor del obearbetade.

### Andra kulturer
Mörka partier i Vintergatan (orsakade av kalla gas- och stoftmoln) är mer iögonfallande på södra stjärnhimlen än på norra. De har inspirerat vissa kulturer till “stjärnbilder” bestående av sådana områden. I Inkakulturen kopplades dessa mörka fläckar till olika djur och ansågs ha samband med årets regnperioder. Australiska urinvånare hade också sådana “stjärnbilder”, t.ex. en himmelsk emu, vars huvud utgjordes av kolsäcksnebulosan.

## Ekliptiska system
Idén med stjärnbilder kan ha kommit ifrån den urgamla indelningen av ekliptikan i 12 delar, zodiaken, vilken har samband med att ett solvarv motsvarar ungefär 12 månvarv. Delarna namngavs efter närliggande asterismer, och man fick ett ekliptiskt koordinatsystem, som användes under medeltiden och in på 1700-talet.
I både kinesisk och indisk astronomi har man också delat in ekliptikan i delar. I klassisk kinesisk astronomi delades ekliptikan i 28 delar, så kallade “månhus”, grupperade i 4 grupper om 7 asterismer. Ekliptisk longitud mättes i 24 enheter om 15°, och detta användes för att synkronisera den kinesiska månkalendern med årstiderna.
Den äldsta indiska astronomin beskriver, enligt skrifter som dateras till senast 1600 f.Kr., likaledes en indelning av ekliptikan i 28 delar eller “månhus” (vilket sedan ändrades till 27). Detta system övergavs senare.

## Tabell över stjärnbilderna
| Namn på stjärnbild | Latinskt namn       | Latinsk genitiv     | Förk. | Synlig från Sverige |
| ------------------ | ------------------- | ------------------- | ----- | ------------------- |
| Akterskeppet       | Puppis              | Puppis              | Pup   | norra halvan        |
| Altaret            | Ara                 | Arae                | Ara   | osynlig             |
| Andromeda          | Andromeda           | Andromedae          | And   | helt                |
| Berenikes hår      | Coma Berenices      | Comae Berenicis     | Com   | helt                |
| Bildhuggaren       | Sculptor            | Sculptoris          | Scl   | norra halvan        |
| Björnvaktaren      | Bootes              | Bootis              | Boo   | helt                |
| Bägaren            | Crater              | Crateris            | Crt   | helt                |
| Cassiopeja         | Cassiopeia          | Cassiopeiae         | Cas   | helt                |
| Cepheus            | Cepheus             | Cephei              | Cep   | helt                |
| Cirkelpassaren     | Circinus            | Circini             | Cir   | osynlig             |
| Delfinen           | Delphinus           | Delphini            | Del   | helt                |
| Draken             | Draco               | Draconis            | Dra   | helt                |
| Duvan              | Columba             | Columbae            | Col   | nordligaste delen   |
| Enhörningen        | Monoceros           | Monocerotis         | Mon   | helt                |
| Fenix              | Phoenix             | Phoenicis           | Phe   | osynlig             |
| Fiskarna           | Pisces              | Piscium             | Psc   | helt                |
| Eridanus           | Eridanus            | Eridani             | Eri   | merparten           |
| Flugan             | Musca               | Muscae              | Mus   | osynlig             |
| Flygfisken         | Volans              | Volantis            | Vol   | osynlig             |
| Giraffen           | Camelopardalis      | Camelopardalis      | Cam   | helt                |
| Giraffen           | Camelopardus        | Camelopardi         | Cam   | helt                |
| Gravstickeln       | Caelum              | Caeli               | Cae   | nordligaste delen   |
| Haren              | Lepus               | Leporis             | Lep   | helt                |
| Herkules           | Hercules            | Herculis            | Her   | helt                |
| Indianen           | Indus               | Indi                | Ind   | osynlig             |
| Jakthundarna       | Canes Venatici      | Canum Venaticorum   | CVn   | helt'               |
| Jungfrun           | Virgo               | Virginis            | Vir   | helt                |
| Kameleonten        | Chamaeleon          | Chamaeleontis       | Cha   | osynlig             |
| Kentauren          | Centaurus           | Centauri            | Cen   | nordligaste delen   |
| Kikaren            | Telescopium         | Telescopii          | Tel   | osynlig             |
| Kompassen          | Pyxis               | Pyxidis             | Pyx   | merparten           |
| Korpen             | Corvus              | Corvi               | Crv   | helt                |
| Kräftan            | Cancer              | Cancri              | Cnc   | helt                |
| Kusken             | Auriga              | Aurigae             | Aur   | helt                |
| Kölen              | Carina              | Carinae             | Car   | osynlig             |
| Lejonet            | Leo                 | Leonis              | Leo   | helt                |
| Lilla björnen      | Ursa Minor          | Ursae Minoris       | UMi   | helt                |
| Lilla hunden       | Canis Minor         | Canis Minoris       | CMi   | helt                |
| Lilla hästen       | Equuleus            | Equulei             | Equ   | helt                |
| Lilla lejonet      | Leo Minor           | Leonis Minoris      | LMi   | helt                |
| Lilla vattenormen  | Hydrus              | Hydri               | Hyi   | osynlig             |
| Lodjuret           | Lynx                | Lyncis              | Lyn   | helt                |
| Luftpumpen         | Antlia              | Antliae             | Ant   | norra halvan        |
| Lyran              | Lyra                | Lyrae               | Lyr   | helt                |
| Mikroskopet        | Microscopium        | Microscopii         | Mic   | norra halvan        |
| Målaren            | Pictor              | Pictoris            | Pic   | osynlig             |
| Norra kronan       | Corona Borealis     | Coronae Borealis    | CrB   | helt                |
| Oktanten           | Octans              | Octantis            | Oct   | osynlig             |
| Orion              | Orion               | Orionis             | Ori   | helt                |
| Ormbäraren         | Ophiuchus           | Ophiuchi            | Oph   | helt                |
| Ormen              | Serpens             | Serpentis           | Ser   | helt                |
| Oxen               | Taurus              | Tauri               | Tau   | helt                |
| Paradisfågeln      | Apus                | Apodis              | Aps   | osynlig             |
| Pegasus            | Pegasus             | Pegasi              | Peg   | helt                |
| Pendeluret         | Horologium          | Horologii           | Hor   | osynlig             |
| Perseus            | Perseus             | Persei              | Per   | helt                |
| Pilen              | Sagitta             | Sagittae            | Sge   | helt                |
| Påfågeln           | Pavo                | Pavonis             | Pav   | osynlig             |
| Rombiska nätet     | Reticulum           | Reticuli            | Ret   | osynlig             |
| Räven              | Vulpecula           | Vulpeculae          | Vul   | helt                |
| Seglet             | Vela                | Velorum             | Vel   | osynlig             |
| Sextanten          | Sextans             | Sextantis           | Sex   | helt                |
| Skorpionen         | Scorpius            | Scorpii             | Sco   | norra halvan        |
| Skytten            | Sagittarius         | Sagittarii          | Sgr   | norra halvan        |
| Skölden            | Scutum              | Scuti               | Sct   | helt                |
| Stenbocken         | Capricornus         | Capricorni          | Cap   | helt                |
| Stora björnen      | Ursa Major          | Ursae Majoris       | UMa   | helt                |
| Stora hunden       | Canis Major         | Canis Majoris       | CMa   | helt                |
| Svanen             | Cygnus              | Cygni               | Cyg   | helt                |
| Svärdfisken        | Dorado              | Doradus             | Dor   | osynlig             |
| Södra fisken       | Piscis Austrinus    | Piscis Austrini     | PsA   | nästan helt         |
| Södra korset       | Crux (Australis)    | Crucis              | Cru   | osynlig             |
| Södra kronan       | Corona Australis    | Coronae Australis   | CrA   | osynlig             |
| Södra triangeln    | Triangulum Australe | Trianguli Australis | TrA   | osynlig             |
| Taffelberget       | Mensa               | Mensae              | Men   | osynlig             |
| Tranan             | Grus                | Gruis               | Gru   | osynlig             |
| Triangeln          | Triangulum          | Trianguli           | Tri   | helt                |
| Tukanen            | Tucana              | Tucanae             | Tuc   | osynlig             |
| Tvillingarna       | Gemini              | Geminorum           | Gem   | helt                |
| Ugnen              | Fornax              | Fornacis            | For   | norra halvan        |
| Valfisken          | Cetus               | Ceti                | Cet   | helt                |
| Vargen             | Lupus               | Lupi                | Lup   | nordligaste delen   |
| Vattenormen        | Hydra               | Hydrae              | Hya   | helt                |
| Vattumannen        | Aquarius            | Aquarii             | Aqr   | helt                |
| Vinkelhaken        | Norma               | Normae              | Nor   | osynlig             |
| Vågen              | Libra               | Librae              | Lib   | helt                |
| Väduren            | Aries               | Arietis             | Ari   | helt                |
| Ödlan              | Lacerta             | Lacertae            | Lac   | helt                |
| Örnen              | Aquila              | Aquilae             | Aql   | helt                |